# 마이크 데이비스 (축구 감독)
마이크 데이비스는 웨일스의 축구 감독이다. 현재 더 뉴 세인츠 FC의 감독을 맡고 있다.